# The Invention of Lying
The Invention of Lying är en amerikansk komedifilm från 2009, skriven och regisserad av Ricky Gervais och Matthew Robinson. I filmen medverkar bland annat Ricky Gervais, Jennifer Garner, Jonah Hill och Tina Fey.

## Handling
Filmen utspelar sig i en parallell värld där människan inte utvecklat förmågan att ljuga, utan ständigt talar sanning. Mark Bellison (Ricky Gervais) är en manusförfattare som en dag får sparken från sitt arbete. Han upptäcker konsten att ljuga och inser att denna nya och omvälvande egenskap kan gagna honom och förändra världen.

## Om filmen
The Invention of Lying är Ricky Gervais filmregidebut och hade världspremiär på Toronto International Film Festival 14 september 2009. 
Filmen släpptes i USA den 2 oktober 2009.

## Rollista (urval)
- Ricky Gervais - Mark Bellison
- Jennifer Garner - Anna McDoogles
- Jonah Hill - Frank
- Louis C.K. - Greg
- Christopher Guest - Nathan Goldfrappe
- Rob Lowe - Brad Kessler
- Tina Fey - Shelley
- Jeffrey Tambor - Anthony
- Jimmi Simpson - Bob
- Fionnula Flanagan - Martha Bellison
- Philip Seymour Hoffman - Jim, bartendern
- Edward Norton - polis
- Roz Ryan - sjukskötare
- Bobby Moynihan - assistent